# ジョナサン・ブッシュ
ジョナサン・ジェームズ・ブッシュ（Jonathan James Bush, 1931年5月6日 - 2021年5月5日）は、アメリカ合衆国の銀行家である。上院議員のプレスコット・ブッシュとその妻ドロシー・ブッシュの三男である。兄は下院議員・CIA長官・副大統領・大統領のジョージ・H・W・ブッシュである。またテキサス州知事・大統領のジョージ・W・ブッシュとフロリダ州知事のジェブ・ブッシュの叔父にあたる。

## 生い立ちと家族
コネチカット州グリニッジで政治家のプレスコット・シェルダン・ブッシュとドロシー・ウォーカー・ブッシュのあいだに生まれた。彼はホチキス・スクールとイェール大学を卒業した。大学時代はスカル・アンド・ボーンズに所属していた:145, 179。5人きょうだいの4番目の子であり、兄はプレスコット・"プレッシー"・ブッシュ・ジュニア（Prescott "Pressy" Bush, Jr., 1922-2010年）と第41代アメリカ合衆国大統領のジョージ・H・W・ブッシュ（1924-2018年）、姉はナンシー・ブッシュ・エリス（1926-2021年）、弟はウィリアム・"バッキー"・ブッシュ（1938-2018）である。兄ジョージ・H・W・ブッシュの息子で第43代大統領のジョージ・W・ブッシュは甥にあたる。
ジョナサンとその妻エリスは元NBCの芸能リポーターのビリー・ブッシュとヘルスケア企業重役のジョナサン・S・ブッシュをもうけた

## キャリア
2018年12月31日時点でブッシュはコネチカット州ニューヘイブンの投資顧問会社のフェアフィールド・ブッシュ&カンパニーを退職している。
ブッシュはワシントンD.C.の外国政府大使館に銀行サービスを提供するJ・ブッシュ&カンパニーを設立した。1997年にJ・ブッシュ&カンパニーはリッグス銀行に買収され、ブッシュはニューヘイブンに本拠を置く企業であるリッグス・インベストメントのCEO兼社長に就任した。
1980年代初頭にジョナサンは甥のジョージ・W・ブッシュの最初の石油ベンチャーであるアルブスト・エナジーの投資家の組織家の組織化を支援した。
2000年アメリカ合衆国大統領選挙においては甥の選挙活動のため大々的な献金活動を行い、10万ドル以上を調達したことで「ブッシュ・パイオニア」に選ばれた。

### 論争
2004年5月、リッグス銀行が資金洗浄を阻止する法律に違反したことで2500万ドルの罰金が命じられ、当時の大統領のジョージ・W・ブッシュの叔父のジョナサンがその幹部であったことが注目を浴びた。捜査に精通する情報筋はジョナサンの投資アドバイス部門は問題の口座とは「まったく関係が無い」と述べ、またリッグス銀行に政治的影響力が及んでいるという指摘について通貨監督庁のスポークスマンが「ばかげている」と述べたと報じられた。
1991年、ブッシュは証券販売を管理する登録法に違反したとしてマサチューセッツ州で3万ドル、コネチカット州で数千ドルの罰金刑が科せられた。また彼はマサチューセッツ州一般市民との証券仲介を1年間禁じられた。

## 死去
ブッシュは90歳の誕生日を翌日に控える2021年5月5日に亡くなった。彼はプレスコット・ブッシュとドロシー・ウォーカー・ブッシュのあいだに生まれた子の最後の生存者だった。